# Grace Chatto
Grace Chatto (London, 1985. december 10. –) brit zenész, csellista, énekes és producer. A Clean Bandit nevű elektronikus zenei együttes egyik alapító tagja, amely a klasszikus és elektronikus zenei elemek innovatív ötvözéséről vált ismertté. A formáció olyan világsikereket jegyez, mint a Rather Be és a Rockabye, amelyek listavezetők lettek több országban is, és számos díjat nyertek, köztük Grammyt is.

## Tanulmányai
Grace Chatto Londonban született egy művészeti érdeklődésű családban. Már fiatal korában intenzíven érdeklődött a klasszikus zene iránt, és csellót kezdett tanulni. Tanulmányait a Westminster Schoolban kezdte meg, majd később a Royal Academy of Musicban és a Cambridge Egyetemen folytatta, ahol modern nyelvekből szerzett diplomát. Cambridge-ben ismerkedett meg Jack Pattersonnal és Neil Amin-Smith-szel, akikkel később megalapították a Clean Bandit nevű együttesüket. A zene mellett Grace folyékonyan beszél oroszul, amit a Cambridge-i tanulmányai során sajátított el.

## Karrier
Grace Chatto 2008-ban alapította meg a Clean Bandit együttest Jack Pattersonnal és Neil Amin-Smith-szel. Az együttes kezdetben kisebb fellépéseken és zenei fesztiválokon szerzett hírnevet, azonban 2014-ben robbantak be a nemzetközi köztudatba a Rather Be című dallal, amelyet Jess Glynne énekesnővel közösen készítettek. A dal az Egyesült Királyságban több hétig vezette a slágerlistákat, és világszerte nagy sikert aratott, többek között elnyerte a Grammy-díjat a „Legjobb táncfelvétel” kategóriában.
A Clean Bandit sikere azóta is töretlen, számos slágert adtak ki, mint például a Rockabye, amelyben Sean Paul és Anne-Marie működött közre, és amely szintén listavezető lett több országban. Az együttes kiemelkedik azáltal, hogy klasszikus zenei elemeket – például csellót és hegedűt – ötvöz modern elektronikus zenével, ezzel egy sajátos, egyedi hangzást létrehozva.

### Zenei közreműködés
Chatto a Clean Bandit együttesben csellistaként és háttérénekesként is közreműködik, emellett zeneszerzőként és producerként is részt vesz a dalok készítésében. A csellójáték az együttes egyik védjegyévé vált, és kiemeli a formációt a hagyományos elektronikus zenei együttesek közül. Grace klasszikus zenei háttere és hangszeres tudása révén a Clean Bandit zenéjében mindig jelen van egy elegáns klasszikus zenei vonal, amelyet gyakran modern elektronikus beatekkel ötvöznek.
Az együttes több alkalommal is együttműködött különböző neves előadókkal, köztük Zara Larssonnal, Demi Lovatóval és Ellie Gouldinggal. Grace zeneszerzői munkája hozzájárult ahhoz, hogy az együttes számos platinalemezes kislemezt készítsen.

### Társadalmi tevékenységek
Grace Chatto számos társadalmi és politikai ügy iránt elkötelezett. Különösen a környezetvédelem, a nők jogai és az LMBTQ+ közösségek támogatása áll közel hozzá. A Clean Bandit rendszeresen fellép jótékonysági eseményeken, és Chatto aktívan támogat különböző szervezeteket, amelyek célja a társadalmi igazságosság előmozdítása. Chatto a közösségi médián keresztül is rendszeresen felszólal olyan témákban, mint a környezetvédelem és a fenntarthatóság, valamint a zeneiparban dolgozó nők egyenjogúságának fontossága.

## Díjak és elismerések
Grace Chatto és a Clean Bandit számos zenei díjat nyertek, beleértve a Grammy-díjat, a BRIT Awards jelöléseket, és több platinalemezes kislemezt. A Rather Be című daluk 2014-ben a „Legjobb táncfelvétel” kategóriában Grammy-díjat nyert, és az együttes azóta is meghatározó szereplője a brit és nemzetközi zenei életnek.